# 正本ノン
正本 ノン（まさもと のん、1953年1月26日 - ）は、日本の小説家、少女小説家。女性。北海道釧路市出身。

## 経歴・人物
釧路市で16歳まですごし、北海道釧路湖陵高等学校2年生のとき、父親の転勤により東京に引越し、東京都立北高等学校に転入、上智大学文学部新聞学科を卒業。大学卒業後は広告代理店に勤務した。
22歳の1975年、本名の正木典子の名前で書いた映画脚本「ブルーサマーブルース」が第2回城戸賞に準入賞（ただし映像化はされていない）。就職後の1977年、「吐きだされた煙はため息と同じ長さ」が集英社主催の第10回小説ジュニア青春小説新人賞で佳作となり、小説家としてデビュー。以後集英社コバルト文庫を中心に活躍。1990年代までに女性向けの恋愛小説も数多く発表している。
筒井康隆と大島弓子の大ファンであるという。

## 作品リスト

### 小説
- 吐きだされた煙はため息と同じ長さ
- だってちょっとスキャンダル[3]
- クレソンサラダをめしあがれ
- キラ－通り7番地
- 夏の窓をあけて
- 海岸通り物語
- ロマンチック・スペシャル
- 誰かがどこかで恋してる
- 前略、親不孝通りから
- センチメンタル・シティでつかまえて
- 雨よりやさしく
- 15クラブへようこそ
- いつか恋のように
- 16クラブで踊ろう
- 17（セブンティーン）クラブに投げキッス
- あいつ
- 今夜はプラトニック
- 5月、天使がめざめるとき
- あなたのために泣いている
- その時、愛だった
- Deep
- 甘い夜・苦い朝
- やさしくなりたい
- ペイン
- いつかKissしよう
- 愛まで待て。
- ベイビィ・ステップ
- 初恋セレナーデ

### ノンフィクション
- ぼくらが鳥人間になる日まで(21世紀知的好奇心探求読本) 飛べ！プテラノドン（丹内友香子と共著）

### エッセイ
- ハートに革命を―そんな自分が好き
- 香山リカ・正本ノンのおしゃべりな放課後(自分探しの旅シリーズ) いい子でなくてもダイジョーブ！

### 翻訳
- ディカプリオ―素顔のレオにふれる本（ステファニ－・スコット著）